# Jern og Maskinindustrien
Jern-Maskinindustrien er et dansk fagblad til jern & maskinindustrien udgivet siden 1971. Avisen udkommer 22 gange om året og leverer nyheder fra ind- og udland om nye produktionsmetoder og nye produkter. Læserne får et bedre beslutningsgrundlag, hvad enten det handler om virksomhedens langsigtede strategi eller løsninger til dagligdagens produktion. 
Oplaget lå i 2013 iflg. Danske Specialmedier på 15.781, samt et læsertal på 27.000 læsere iflg. Gallup. 
På Jern & Maskinindustriens hjemmeside findes en daglig netavis, udbudsovervågning, brancheregister, jobmarked, markedsplads og artikel arkiv.
Jern & Maskinindustrien har siden starten i 1971 haft skiftende ejere og blev i 2002 overtaget af Aller Business, der ville opbygge en stor dansk fagbladsvirksomhed. Den 1. januar 2010 blev Jern & Maskinindustrien overtaget af Nordiske Medier. 

## Ekstern henvisning
- www.jernindustri.dk